# (36495) 2000 QR48
2000 QR48 (asteroide 36495) é um asteroide da cintura principal. Possui uma excentricidade de 0.15588450 e uma inclinação de 3.47977º.
Este asteroide foi descoberto no dia 24 de agosto de 2000 por LINEAR em Socorro.